# Jóhann Hjartarson
Jóhann Hjartarson est un grand maître islandais du jeu d'échecs né le 8 février 1963 à Reykjavik. Il a obtenu le titre de grand maître en 1984.

## Biographie et carrière
Jóhann Hjartarson finit premier du tournoi de Reykjavik en 1984 (tournoi open) et en 1992 (tournoi toutes rondes, ex æquo avec Alexeï Chirov).
Parmi ses succès dans les compétitions internationales, on compte une 4e place à Reykjavik en 1988 (+5 =9 -3), 3e ex æquo à Tilbourg en 1988 (+3 =8 -3) et 6e à Belgrade en 1989 (+2 =7 -2).
En 1987 il finit 1er ex æquo au tournoi interzonal de Szirak en Hongrie et se qualifie pour le tournoi des candidats de 1988. Il bat Viktor Kortchnoï puis est éliminé par Anatoly Karpov en quart de finale.
Son meilleur classement Elo, obtenu en juillet 2003, est de 2 640.
Il se consacre à sa carrière de juriste.